# Палестина-ду-Пара
Палестина-ду-Пара (порт. Palestina do Pará) — муніципалітет в Бразилії, входить в штат Пара. Складова частина мезорегіону Південний схід штату Пара. Входить в економіко-статистичний мікрорегіон Мараба.
Населення становить 7 475 осіб на 2010 рік. Займає площу 984,362 км². Щільність населення — 7,59 ос./км².

## Демографія
Згідно з відомостями, зібраними в ході перепису 2010 Національними інститутом географії та статистики (IBGE), населення муніципалітету становить:
| Повне населення                                 | Повне населення                                 | Повне населення                                 | Повне населення                                 | 7 475 |
| ----------------------------------------------- | ----------------------------------------------- | ----------------------------------------------- | ----------------------------------------------- | ----- |
| в тому числі:                                   | Міське населення                                | 4 546                                           | Відсоток міського населення, %                  | 60,82 |
|                                                 | Сільське населення                              | 2 929                                           | Відсоток сільського населення, %                | 39,18 |
|                                                 | Чоловіче населення                              | 3 879                                           | Відсоток чоловічого населення, %                | 51,89 |
|                                                 | Жіноче населення                                | 3 596                                           | Відсоток жіночого населення, %                  | 48,11 |
| Щільність населення, ос/км²                     | Щільність населення, ос/км²                     | Щільність населення, ос/км²                     | Щільність населення, ос/км²                     | 7,59  |
| Населення муніципалітету в % до населення штату | Населення муніципалітету в % до населення штату | Населення муніципалітету в % до населення штату | Населення муніципалітету в % до населення штату | 0,10  |

За даними оцінки 2015 року населення муніципалітету становить 7 424 жителів.

## Населені пункти
| № | Населений пункт         | Населений пункт (порт.)  | Категорія | Населення ос. (2010) | На карті                                                            |
| - | ----------------------- | ------------------------ | --------- | -------------------- | ------------------------------------------------------------------- |
| 1 | Палестина-ду-Пара       | Palestina do Pará        | місто     | 4 546                | 5°44′38″ пд. ш. 48°19′02″ зх. д. / 5.74392° пд. ш. 48.3172° зх. д.  |
| 2 | Санта-Ізабел-ду-Арагуая | Santa Isabel do Araguaia | селище    | 563                  | 6°07′15″ пд. ш. 48°19′45″ зх. д. / 6.1208° пд. ш. 48.32914° зх. д.  |
| 3 | Порту-Дас-Балсас        | Porto das Balsas         | селище    | 390                  | 5°42′23″ пд. ш. 48°10′38″ зх. д. / 5.70637° пд. ш. 48.1772° зх. д.  |
| 4 | Посту-Фіскал            | Posto Fiscal             | селище    | 250                  | 5°41′34″ пд. ш. 48°11′44″ зх. д. / 5.69283° пд. ш. 48.19542° зх. д. |

## Статистика
- Валовий внутрішній продукт на 2003 становить 24.207.920,00 реалів (дані: Бразильський інститут географії та статистики).
- Валовий внутрішній продукт на душу населення на 2003 становить 2.899,15 реалів (дані: Бразильський інститут географії та статистики).
- Індекс розвитку людського потенціалу на 2000 становить 0,652 (дані: Програма розвитку ООН).